# Chotovice (Svitavyi járás)
Chotovice település Csehországban, a Svitavyi járásban. Chotovice Nová Ves u Jarošova, Chotěnov, Makov, Příluka és Nové Hrady településekkel határos. Lakosainak száma 158 fő (2024. január 1.).

## Népesség
A település lakosságának változását az alábbi diagram mutatja:
| Lakosok száma | 329  | 321  | 321  | 224  | 146  | 126  | 127  | 129  | 145  | 158  |
|               | 1869 | 1890 | 1921 | 1950 | 1980 | 2001 | 2017 | 2019 | 2022 | 2024 |